# フーゴー・ファン・デル・グース

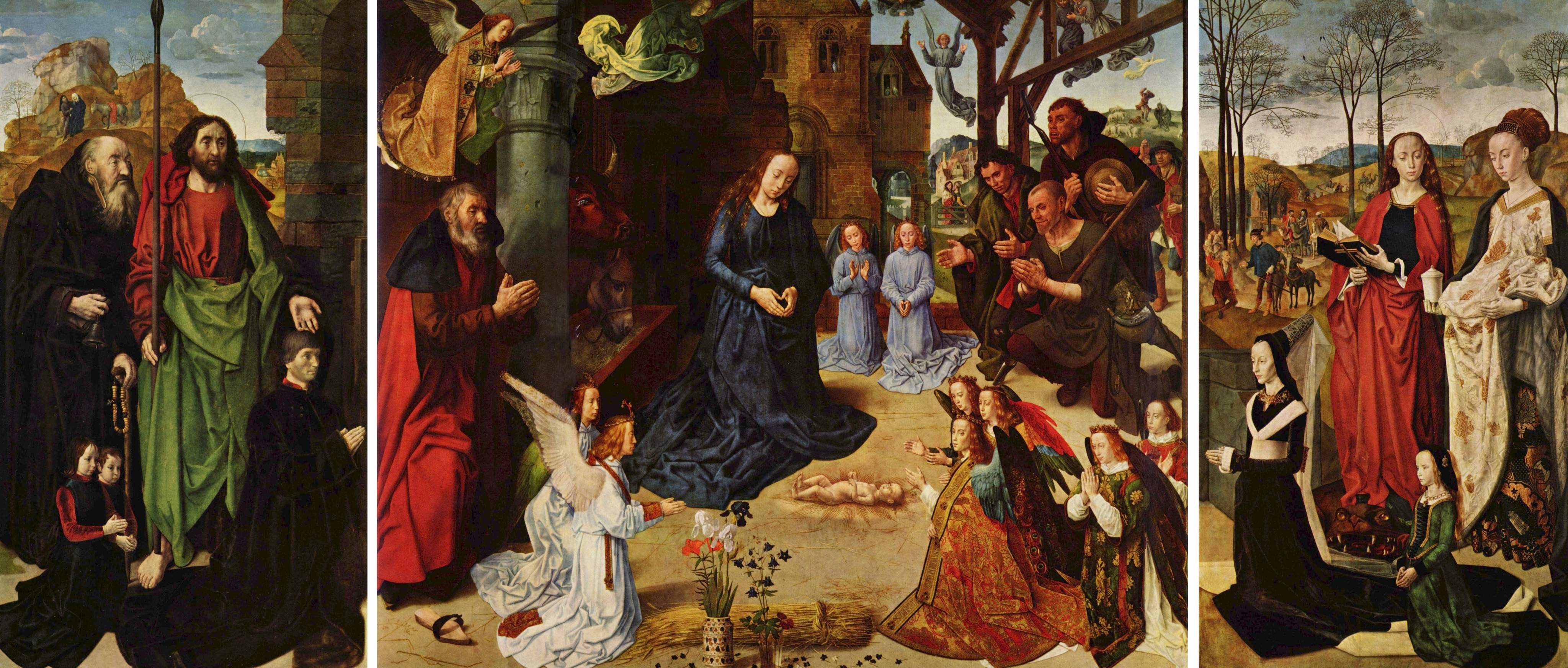
ポルティナーリ祭壇画 (ウフィツィ美術館、フィレンツェ)

フーゴー・ファン・デル・グース（フラマン語：Hugo van der Goes、日本語表記揺れ：ヒューホー・ファン・デル・フース、ほか。1440年頃 - 1482年）は、ヴァロワ＝ブルゴーニュ家時代のフランドル伯領の都市ヘント（現在のベルギーのヘント）生まれの画家。初期フランドル派、第2世代の巨匠として知られる。

## 来歴
1467年、フーゴーは生まれ故郷であるヘント市の聖ルカ組合に加入した。のち組合の長老となった。長老の間、ブルゴーニュ公シャルル勇胆公とマーガレット・オブ・ヨークの結婚を祝うヘント市の装飾を担当し、公爵夫妻から雇われることとなった。
ブリュッセルにあるジェリコのバラ聖母修道会の尼僧エリザベートは、フーゴーの絵画モデルを務めたことでも知られている（※彼女が絵画モデルを務めたフレスコ画『ダヴィデとアビガイル』は現存しない）が、フーゴーと彼女は心を通わせる関係にあったとされており、フーゴーが心を傷める一因になったと見られる。
40歳近くになったフーゴーはフランドル最大の巨匠としてその地位を揺るぎないものとし、1474年（もしくは1475年）には、画家組合長に就任することで国際的名声をますます高めていたが、同年、突如として世俗者としての全ての立場からの引退を宣言し、助修士となってブリュッセル近郊のローデンダーレ修道院に籠もってしまう。修道院内で彼は在俗者の扱いをされていたと思われる。
修道院内でも絵画制作を続けるフーゴーであったが、世紀の傑作『ヘントの祭壇画』を描いた先達の巨匠ヤン・ファン・エイクへの劣等感にさいなまれ、精神病もしくはそれに近い危機的状態に陥ったと伝えられる。先述した尼僧エリザベートとの関係を事由に挙げる説もある。かくして、フーゴーは1481年に自殺を図り、明くる1482年に死亡した。

## 代表作
彼の最も有名な作品は、1475年頃に描かれた『ポルティナーリ祭壇画』（ポルティナーリ三連祭壇画〈英題：Portinari Triptych 〉ともいう）である。この祭壇画の大作は、ブルッヘにおけるメディチ家の代理人であった銀行家トンマーゾ・ポルティナーリが、フィレンツェのサンタ・マリア・ヌオーヴァ病院 (it) 内に設けられていたポルティナーリ家の私用礼拝堂であったサン・テジディオ教会の主祭壇に設置するために依頼したものであった。フィレンツェに到着したのは1483年5月である。現在はウフィッツィ美術館が所蔵している。

## 主要作品
- 『ウィーン二連祭壇画』、15世紀後半、美術史美術館 (ウィーン)
- 『モンフォルテ祭壇画』、1470年頃、絵画館 (ベルリン)
- 『男性の肖像』、1475年頃、メトロポリタン美術館 (ニューヨーク)
- 『羊飼いの礼拝』、1480年頃、絵画館 (ベルリン)